# 一血卍傑-ONLINE-
『一血卍傑-ONLINE-』 (イッチバンケツ オンライン)は、EXNOA（DMM GAMES）より配信されていたブラウザゲームおよびスマートフォン用ゲームアプリ。2016年8月3日にPCブラウザ版が、同年11月24日にスマートフォンアプリ版がサービス開始。基本プレイ無料（アイテム課金制）。略称は「バンケツ」。
ジャンルは育成シミュレーションで、プレイヤーは英傑を率いる独神 (どくしん)となり、悪霊達を討伐し八百万界 (やをろずかい)を取り戻すという内容。
2021年1月25日をもってサービスを終了した。

## ストーリー
海に囲まれた八百万界。黒舟で襲来した魔元帥ベリアル率いる悪霊達の侵略により八百万界が危機に陥ったため、独神と神代八傑は、魔元帥ベリアルに挑むも敗れる。
その後、逃げ延びた独神と神代八傑は英傑を創り出す秘儀・一血卍傑を用いて、新たな英傑を創り八百万界を救っていく。

## ゲームシステム

### 基本種族
- 神：日本神話を由来とする、八百万界の創造に携わった英傑の種族。
- 妖：日本妖怪を由来とする、八百万界の自然に根付く英傑の種族。
- 人：日本御伽話を由来とする、八百万界に伝わる英傑の種族
- 降臨英傑:北欧神話を由来とする、アスガルズ界という八百万界とは別の場所からやってきた英傑

### 基本兵種
| 兵種   | 武器   | 特徴         | 上位職 (陽 / 陰) |
| ------ | ------ | ------------ | ---------------- |
| 剣士   | 剣     | 前衛タイプ   | 剣聖 / 無双      |
| 鬼人   | 拳     | 前衛タイプ   | 修羅 / 羅刹      |
| 侍     | 大太刀 | 前衛タイプ   | 一番刀 / 豪傑    |
| 巫覡   | 弓     | 後衛タイプ   | 光験/ 冥手       |
| 星詠み | 宝珠   | 後衛タイプ   | 大理 / 罪詠み    |
| 楽士   | 笛     | 後衛タイプ   | 楽聖 / 婆娑羅    |
| 天将   | 軍配   | 前後衛タイプ | 森羅万象 / 災厄  |
| 忍     | 手裏剣 | 前後衛タイプ | 孤影 / 悪忍      |

### 秘儀「一血卍傑」
秘儀「一血卍傑」は、英傑同士を交わらせて新たな英傑を生み出すシステムである。
親となる英傑の組み合わせにより、親が持つ奥義（通常技）を子が引き継いだり、親の種族によって秘術（必殺技）に変化が生じることもある。

## 登場キャラクター

### 神代八傑
| キャラクター名 | 種族 | 兵種   | 声優       | キャラクターデザイン |
| -------------- | ---- | ------ | ---------- | -------------------- |
| ヤマトタケル   | 神   | 剣士   | 増田俊樹   | 悌太                 |
| スサノヲ       | 神   | 天将   | 浪川大輔   | ヤマダサクラコ       |
| アマテラス     | 神   | 巫覡   | 東城日沙子 | 凪良                 |
| ツクヨミ       | 神   | 星詠み | 上坂すみれ | 椿春雨               |
| シュテンドウジ | 妖   | 鬼人   | 櫻井孝宏   | 川人やすたけ         |
| モモタロウ     | 人   | 侍     | 岡本信彦   | pako                 |
| ウシワカマル   | 人   | 楽士   | 緑川光     | 秋赤音               |
| ジライヤ       | 人   | 忍     | 細谷佳正   | カズキヨネ           |

## 開発

### 企画
DMM.com OVERRIDEとRejetの共同開発による新規IPのブラウザゲームである本作は、Rejet側からの企画が基になっている。
DMM.com OVERRIDEの代表取締役社長の梨木勇介は、「僕らはゲームそのものの制作は得意だが、世界観の構築といった物語の創造力が足りないと感じていたため、Rejetさんから企画の概要を見て『しっかりした世界観のゲームが作れそうだ』と感じ、ぜひご一緒させていただきたいと思った」と4Gamer.netとのインタビューの中で述べている。
本作の開発にあたり、世界観や音楽、キャラクターのイラストやキャスティングはRejetが担当し、企画やゲームシステムおよびゲーム関連のデザイン・3Dモデル制作はDMM.com OVERRIDEがそれぞれ担当した。

### 舞台・キャラクター設定
企画立案の段階で多数の資料を集めたうえで、キャラクターの選出を行い、属性ごとの人数の振り分けを行った。Rejetの代表取締役社長である岩崎大介は、4Gamer.netとのインタビューの中で、「最初のキャラクター候補の選出に一番時間がかかったのではないかと思う」と振り返っている。
本作には人間や妖怪・神々を交わらせて生み出すというアイデアがあったため、その親和性が高いモチーフとして、古代日本が舞台に選ばれた。一方、キャラクターの出典には制限を設けておらず、自来也など江戸時代の人物が登場することもある。また、桜代西征編時点での敵は海外の怪物や悪魔をモチーフとしたものが採用された。

## スタッフ
- 音楽:信澤宣明[4]

## 主題歌
『一縷の望み』
- 作曲：志倉千代丸/作詞：岩崎大介/歌：佐々木恵梨[3][4]

## コラボレーション
- 「一血卍傑×アニメガカフェ」- 2016年8月17日から10月10日まで各店舗で開催されている[5]。